# مورغان جونز
مورغان جونز (بالإنجليزية: Morgan Jones)‏ هو ممثل أمريكي، ولد في 15 يونيو 1928 في الولايات المتحدة، وتوفي بنفس المكان في 13 يناير 2012.

## وصلات خارجية
- مورغان جونز على موقع IMDb (الإنجليزية)
- مورغان جونز على موقع ألو سيني (الفرنسية)
- مورغان جونز على موقع أول موفي (الإنجليزية)
- مورغان جونز على موقع أول موفي (الإنجليزية)
- مورغان جونز على موقع قاعدة بيانات الأفلام السويدية (السويدية)
- مورغان جونز على موقع قاعدة بيانات الفيلم (الإنجليزية)
- مورغان جونز على موقع كينوبويسك (الروسية)
- مورغان جونز على موقع كينوبويسك (الروسية)
- مورغان جونز على موقع كينوبويسك (الروسية)